# Karel Floss
Karel Floss (19. července 1926 Hodonín – 15. května 2024) byl český filosof, politik a vysokoškolský pedagog, bývalý senátor za obvod č. 40 – Kutná Hora a člen ČSSD.

## Vzdělání, profese a organizační aktivity
Mezi lety 1944–1945 byl totálně nasazen. V roce 1945 maturoval na Slovanském gymnáziu v Olomouci. Poté pokračoval ve studiích na Filosofické fakultě Masarykovy univerzity v Brně, kde v letech 1945–1946 studoval slovanskou a klasickou filologii a filosofii, kterou dokončil roku 1950 na Filosofické fakultě Univerzity Palackého v Olomouci. V letech 1948–50 absolvoval jako dominikánský novic „studium generale“ dominikánského řádu. Roku 1950 byl internován v Broumově a následně do konce roku 1953 sloužil u pomocných technických praporů (Hájniky u Sliače). Po propuštění mu bylo zakázáno uplatnit se v humanitních oborech a mohl pracovat pouze jako pomocná síla v rámci zemědělského výzkumu, knihovnictví a informatiky v Olomouci a Praze. V šedesátých letech se účastnil Ekumenického semináře v Praze-Jirchářích (ve spolupráci s J. Němcem a L. Hejdánkem). Badatelsky spolupracoval s M. Habáněm a J. L. Fischerem, u něhož v r. 1968 obhájil dizertační práci Čas, dějinnost a Aurelius Augustinus (tiskem až 1991). V 80. letech absolvoval na Univerzitě Karlově postgraduální studium aplikované logiky. V období normalizace pořádal v Olomouci spolu s bratrem Pavlem tzv. bytové semináře. V té době se též podílel na překladech děl J. A. Komenského, jehož akcentoval jakožto filosofa. S akademickým malířem Radoslavem Kutrou promýšlel tematiku triád a triadismu. Od 80. let spolupracoval s trinitární školou Heinricha Becka v Bambergu (Bibliotheca Trinitariorum).
Teprve po roce 1990 se mohl naplno věnovat akademické činnosti, když v té době začal pracovat na Filosofické fakultě Univerzity Palackého, na Katedře filosofie nejprve jako odborný asistent, od roku 1991 jako docent. Přednášel především dějiny antické a středověké filosofie, metafyziku a řeckou a latinskou filosofickou terminologii (pro jejíž potřeby napsal skripta Úvod do řecké a latinské filosofické terminologie, 1992). Spolu s kolektivem autorů se podílel na vydání nového českého Filosofického slovníku (Olomouc 1995; celkem 295 hesel převážně z antické a středověké filosofie). Na katedře filosofie UP založil tradici tzv. Hebdomades philosophicae olomucenses (Olomoucké filosofické týdny) – několikadenní intenzivní cykly přednášek a seminářů význačných, především zahraničních filosofů. V rámci celé Univerzity Palackého inicioval vznik tzv. Rotundy, pravidelného setkávání zástupců jednotlivých fakult UP (filosofická, teologická, přírodovědecká, právnická a lékařská) k odborným diskusím o základních otázkách člověka a světa. V letech 2005–2011 působil ve výzkumném Centru pro studium patristických, středověkých a renesančních textů (společné pracoviště UP, MU a AVČR), v jehož rámci přeložil spis Tomáše Akvinského De potentia (O Boží moci) a podílel se na organizaci několika mezinárodních konferencí (Pojetí „přirozenosti“ (2007), Koncepce člověka (2009), Svoboda rozhodování v dějinách a současnosti filosofie (2011); mezinárodní pracovní seminář K dějinám a současnosti kosmologie (2008).
V r. 1993 oficiálně založil v Sázavě n. S. Nadaci Světový Étos – Centrum Prokopios (prvních 5 let byl název „Vzdělávací a ekologické centrum Prokopios“), jejíž aktivity však veřejně organizoval a vedl již od r. 1990 v duchu nejstarších a nejcennějších českých kulturních tradic. Nadace mohla podle nového zákona z r. 1998 nadále působit, neboť Karel Floss vložil do nadačního jmění většinu svého senátorského příjmu. Cílem nadace bylo vychovávat vzdělané, nezištné a statečné osobnosti, které jsou potřebné pro zdárný rozvoj svobodné společnosti. Za více než 20 let působení nadace bylo realizováno mnoho přednášek, odborných a vzdělávacích seminářů, z činnosti jeho členů byla vydána řada překladů a publikací se zaměřením na religionistiku, teologii a ekumenický a společenský dialog.
V rámci této nadace a v návaznosti na dřívější bytové semináře Karel Floss ihned po roce 1989 založil a přes dvacet let pak organizoval a vedl Letní filosofickou školu v Sázavě. Tuto „školu“, která se konala v prvních týdnech letních prázdnin, zamýšlel jako setkávání mladých lidí, studentů, pedagogů a význačných osobností české kultury v duchu Platónovy a Benediktovy ideje tvůrčího významu soubytí a soužití. Charakter této školy spatřoval v synergii filosofie, teologie, vědy a umění. Sám na Letní filosofické škole v Sázavě (a později v Dubu nad Moravou) přednesl přes třicet přednášek a vedl mnoho seminářů.
Karel Floss byl nositelem mnoha ocenění, nejnověji mu byla v roce 2016 při pronesení Výroční přednášky k poctě J. L. Fischera udělena Pamětní medaile Univerzity Palackého v Olomouci.
Zemřel 15. května 2024 ve věku nedožitých 98 let. Do posledních chvil byl duševně i fyzicky svěží a aktivní. S vlastním příspěvkem se plánoval v červnu 2024 účastnit Letní filosofické školy ve Velkých Losinách. Následující ročník, plánovaný od 28. června do 6. července 2025, se bude věnovat také Flossově připomínce.

## Politická kariéra
Ve volbách 1996 se stal členem horní komory českého parlamentu, přestože jej v prvním kole porazil občanský demokrat Ivo Šanc v poměru 39,16 % ku 26,42 % hlasů. Ve druhém kole však Floss obdržel 53,07 % hlasů a byl zvolen senátorem za Kutnou Horu. Zasedal ve Výboru petičním, pro lidská práva, vědu, vzdělávání a kulturu. Ve volbách 1998 obhajobu mandátu odmítl, protože ve svém věku již nemohl odpovědně dělat dvě náročné věci najednou, proto volil pedagogickou činnost na universitě. V roce 2009 se stal signatářem obnovené Křesťansko–sociální platformy ČSSD, kterou původně inicioval a zakládal již v r. 1995.

## Filosofie
Za jádro filozofie pokládal metafyziku, o níž soudil, že je trvale oprávněná přinejmenším jako aporetická disciplína; vycházel přitom z klasického řeckého základu (s důrazem na autokritického Platona v dialozích Parmenidés a Sofistés). Platonsko–aristotelovské východisko chce pomáhat dovršit v syntéze s neesenciálně pojatým Tomášem Akvinským, jenž se vymyká Heideggerově paušální kritice dosavadní metafyziky – zapomenutost na bytí se Tomáše netýká (srov. studie o E. Steinové), ale i s podněty z neevropských kulturních okruhů. Kromě zvýraznění bytí oproti bytnosti je podle něj třeba akcentovat a tvůrčím způsobem rozpracovat kategorie času (zakládající dějinnost křesťanské zvěsti) a triadismu (uvolňující od Augustina přes Komenského a Ch. S. Peirce až po bamberskou trinitární školu, E. Steinovou a teologii osvobození cestu od statického monismu k legálnímu pluralismu). Spřízněné tendence nalézal Karel Floss překvapivě i ve strukturalismu svého učitele J. L. Fischera (nesubstanční ontologie, zvýraznění kategorie relace), k jehož skladebné filozofii se hlásil též pro její silný sociální náboj (budoucnost Evropy je spjata s prosazením strukturálního, tj. skladebně-sociálního prototypu). Tyto rozvrhy a iniciativy jsou podle něj dobře slučitelné s autentickým, nefundamentalistickým křesťanstvím, přičemž právě křesťanská trinita může přispět k žádoucímu propojení mezi klasickým kulturním odkazem a oprávněnými nároky na disens a pluralitu – jedině trinitární spekulace je s to nabídnout životaschopný model vazby mezi dvěma základními pojmy veškeré dosavadní i budoucí ontologie, mezi jednotou a mnohostí. Výsledky své snahy o objasnění fenoménu triád a triadistiky, zejména v návaznosti na kategorii času a dějinnosti, předkládal jednak na mezinárodních kongresech (Řím 1974: Thomas von Aquin und die Kategorie der Zeit; Bonaventura von Bagnoregio und die Probleme der Geschichtlichkeit), jednak na komeniologických kolokviích (převážně v Uherském Brodě). Po r. 1989 se věnoval soustavněji též otázce, zda a jak může křesťanství přispět ke kulturnímu a sociálnímu rozvoji soudobé společnosti.

## Publikace
Knihy
- Hledání duše zítřka. (Výbor z textů a bibliografie K. Flosse.) 1. vyd. Brno: Centrum pro studium demokracie a kultury, 2012. 467 s.
- Dávné inspirace a nové výzvy. (Výbor z textů.) 1. vyd. Olomouc: Nakladatelství Univerzity Palackého v Olomouci. (v tisku)
- Bůh vždycky zatřese stavbou. Rozhovor Sylvy Fischerové s Karlem Flossem. Vyd. 1. V Praze: Vyšehrad, 2011. 267 s.
- Úvod do řecké a latinské filosofické terminologie a četby. Vyd. 1. Olomouc: Rektorát Univerzity Palackého, 1992. 193 s.
- Čas, dějinnost a Aurelius Augustinus: [disertační práce]. 1. vyd. Olomouc: Universita Palackého, 1991. 139 s. Acta Universitatis Palackianae Olomucensis. Facultas philosophica. Philosophica et logica; 1/1991.

Články ve sbornících a periodikách (výběr):
- Thomas von Aquin und die Kategorie der Zeit. In Tommaso d'Aquino nel suo settimo centenario. Atti del Congresso Internazionale 17.–24. aprile, 1974 Roma – Napoli. t. 6. L'essere. Accademia Romana di San T. d'Aquino (ed.). Napoli: Edizioni Domenicane Italiane, 1977, s. 706–713.
- Bonaventura von Bagnoregio und die Probleme der Geschichtlichkeit. In San Bonaventura maestro di vita francescana e di sapienza cristiana, Atti del Congresso Internazionale per il VII Centenario di San Bonaventura da Bagnoregio (Roma 19.–26. Settembre 1974). A. Pompei (ed.). Roma: Collegio San Bonaventura di Grottaferrata, 1976. Vol. 1, s. 757–766.
- Triády v myšlení a v tvorbě. In Komenský v dějinách dialektiky. Sborník referátů z VIII. komeniologického kolokvia v Uherském Brodě 6.‒8. října 1981. Studia Comeniana et historica, 1983, roč. 13, č. 26 (Sborník), s. 59–67.
- Der Trinitarier Komenský, Leibniz und die Aufklärung. In Symposium Comenianum 1986. J. A. Comenius’s Contribution to World Science and Culture, 1.-20. června 1986 Liblice. M. Kyralová, J. Přívratská (vyd.). Praha: Academia, 1989, s. 229–237.
- Hledání řádu. In Sborník Egonu Bondymu k šedesátinám. M. Machovec et al. (vyd.). Praha: [s.n.], 1990, s. 78–92. (Edice Pražská imaginace; sv. 97)
- Postavení a ráz ontologie v díle Edith Steinové. In Konec ontologie? Sborník z konference. I. Holzbachová, J. Krob, J. Šmajs (vyd.). Brno: Filosofická fakulta Masarykovy university, Katedra filosofie, 1993, s. 132–137.
- Triády – pojítko mezi filozofií a teologií. J. A. Komenský ‒ teolog a náboženský myslitel. Sborník referátů z XIX. mezinárodního komeniologického kolokvia v Uherském Brodě 5.‒7. října 1993. Studia Comeniana et historica, 1994, roč. 24, č. 51, s. 13–20.
- Descartes, ontologie a literatura. In Descartes a Komenský. Alternativy českého a evropského myšlení. Sborník referátů z 21. mezinárodního komeniologického kolokvia v Uherském Brodě 25.‒27. září 1996. Studia Comeniana et historica, 1996, roč. 26, č. 55–56 (sborník), s. 259‒266. Uherský Brod: Muzeum J. A. Komenského, 1996.
- J. L. Fischer a přítomnost filosofie. In J. L. Fischer a filosofie XX. století. Sborník prací k 100. výročí narození. J. Štěpán (vyd.). Olomouc: Vydavatelství Univerzity Palackého, 1996, s. 38‒44.
- Rehabilitace triadistiky. In Obraz Jana Amose Komenského ve 20. století: věda – mýtus – ideologie. Sborník referátů z XXII. mezinárodního komeniologického kolokvia v Uherském Brodě 7.–8. října 1999. Studia Comeniana et historica, 2000, roč. 30, č. 63–64, s. 22–29.
- Světový étos, periodizace, postmoderna. Acta Universitatis Palackianae Olomucensis, Facultas Philosophica, 2002, Historica XXXI, s. 305–312.
- Metoděj Habáň (1899–1984) a tomismus. In Metoděj Habáň a český tomismus: K dílu a odkazu olomouckých dominikánů 1. poloviny 20. století. P. Dvorský (vyd.). Olomouc: Univerzita Palackého v Olomouci, 2003, s. 7–89.
- Sociální demokrat a věřící člověk. In Náboženství a sociální společenství. Program české sociální demokracie očima věřícího člověka. L. Žemličková, J. Malínský (vyd.). Praha, Česká strana sociálně demokratická, 2007, s. 53–72. (Knižnice sociálního demokrata; sv. II)
- Hans Küng a filosofie. In Hans Küng: teolog na hraně. Karel Floss et al. (vyd.) Praha: Dingir, 2008, s. 93–146.
- Víra a náboženské vyznání u W. C. Smithe. In Cesty k porozumění jinému: teologie, religionistika a mezináboženský dialog v pojetí Wilfreda Cantwella Smithe. Karel Floss et al. Praha: Dingir, 2008. s. 85–124.
- Jednota a mnohost jako idea, osud a úkol. In Jednota a mnohost. Sborník z mezinárodní konference k osmdesátinám Karla Flosse, konané  v Olomouci ve dnech 6.-8.12.2006. Martin Jabůrek (vyd.). Brno: Centrum pro studium demokracie a kultury 2008, s. 197–209.
- Problém pojmu „natura“ u Tomáše Akvinského. In "Přirozenost" ve filosofii minulosti a současnosti. Sborník z konference Centra pro práci  s patristickými, středověkými a renesančními texty. L. Chvátal, V. Hušek (vyd.). Brno: CDK, 2008, s. 122‒–134.
- K obrazu člověka v De potentia Tomáše Akvinského. In Pojetí člověka v dějinách a současnosti filosofie. Sborník z mezinárodní konference 26.‒28.11. 2009 v Olomouci. T. Nejeschleba et al. (vyd.). Brno: Centrum pro studium demokracie a kultury, 2011, s. 93–102.
- Řád jako ústřední idea civilizace. Studia philosophica 63/B, 2016, 1, s. 13–25.
- Křesťan a politika. Křesťanská revue 5, 2017. Archivováno 28. 12. 2018 na Wayback Machine.

Překlady (výběr):
- TOMÁŠ AKVINSKÝ. O Boží moci (De potentia). Překlad, úvodní studie a komentář Karel Floss. První vydání. Praha: Krystal OP, s.r.o., 2015-2018. 3 svazky (245; 405; 325 stran). Aquinata; svazek 20., 21., 23.
- MIKULÁŠ KUSÁNSKÝ. O vrcholu zření. Překlad Karel Floss. Vyd. 1. Praha: Vyšehrad, 2003. 173 s. Krystal; sv. 3. .
- SCHMIDINGER, Heinrich. Úvod do metafyziky. Překlad a doslov Karel Floss.Vyd. 1. Praha: OIKOYMENH, 2012. 455 s. Mathésis; sv. 3.
- LOTZ, Johannes Baptist. Martin Heidegger a Tomáš Akvinský: člověk – čas – bytí. Překlad Karel Floss. Vyd. 1. Praha: OIKOYMENH, 1998. 237 s.
- SEIDL, Horst. Bytí a vědomí: gnoseologie a metafyzika v klasické a moderní tradici. Překlad Karel Floss a Richard Jurečka. Vyd. 1. Praha: Vyšehrad, 2005. 295 s. Moderní myšlení.
- KÜNG, Hans. Světový étos pro politiku a hospodářství. Překlad Břetislav Horyna a Karel Floss. Vyd. 1. Praha: Vyšehrad, 2000. 364 s.
- SCHOOF, T. M. Výzva nového věku: od Newmana k Janu XXIII. Překlad Karel Floss. Vyd. 1. Praha: Vyšehrad, 1971. 229 s.

Karel Floss také vystupoval v několika filmech – Helena Všetečková: Všichni mají pravdu? Karel Floss a ti druzí. Dokumentární, ČR, 2015; Helena Všetečková: Rula, Ticho, Čumba Ladislav, doc. Karel Floss a další hrdinové našich demonstrací v roce 2007. Dokumentární, ČR, 2007; Ondřej Vavrečka: De Potentia Dei. Experimentální/dokumentární, ČR, 2016.